# Elecciones estatales de Berlín de 1995
Las elecciones a la Cámara de Representantes de Berlín del 22 de octubre de 1995 resultaron en una victoria para el alcalde Eberhard Diepgen, quien se postuló por primera vez a la reelección.
Eberhard Diepgen era por cuarta vez el principal candidato de la CDU, mientras que el SPD postuló a Ingrid Stahmer. Ingrid Stahmer había vencido previamente en una elección primaria interna del partido al exalcalde Walter Momper. El PDS postuló con Petra Pau, el FDP con Günter Rexrodt y los Verdes con Sibyll-Anka Klotz.

## Resultados
La CDU fue capaz de mantenerse con un 37,4% como la fuerza más fuerte a pesar de una pérdida de tres puntos porcentuales. Sin embargo, el SPD sufrió pérdidas de 6,8 puntos porcentuales y alcanzó sólo el 23,6% de los votos. El FDP perdió 4,6 puntos porcentuales y fue eliminado con el 2,5% del Parlamento, mientras que los Verdes aumentaron en 3,8 puntos porcentuales, hasta el 13,2% de los votos y el  PDS incrementó en 5,4 puntos porcentuales al 14,6%.
El resultado de la elección fue una percepción general de insatisfacción con la gran coalición gobernante. Eberhard Diepgen fue reelegido como alcalde a principios de 1996.
Los resultados de las elecciones para el SPD también fueron afectados por la crisis de la presidencia estatal del partido.
La participación se redujo en estas elecciones por primera vez en la historia electoral de Berlín desde 1946 por debajo del 70%. Anteriormente siempre había alcanzado más del 70%, y hasta 1985, incluso sobrepasaba el 80%.
Los resultados fueron los siguientes:
| Resultados        | Resultados     | Resultados | Resultados | Resultados |
| Hab. Inscritos    | Hab. Inscritos | 2.479.735  |            | Escaños    |
| Votantes          | Votantes       | 1.700.000  | 68,6 %     |            |
| ----------------- | -------------- | ---------- | ---------- | ---------- |
|                   | CDU            | 625.005    | 37,4 %     | 87         |
|                   | SPD            | 393.245    | 23,6 %     | 55         |
|                   | PDS            | 244.196    | 14,6 %     | 34         |
|                   | GRÜNE          | 219.990    | 13,2 %     | 30         |
|                   | REP            | 45.462     | 2,7 %      |            |
|                   | FDP            | 42.391     | 2,5 %      |            |
|                   | Graue          | 28.356     | 1,7 %      |            |
|                   | APD            | 15.025     | 0,9 %      |            |
| WBK               | 13.100         | 0,8 %      |            |            |
| PASS              | 9.483          | 0,6 %      |            |            |
| BSP Berlin        | 7.716          | 0,5 %      |            |            |
| KPD/RZ            | 6.527          | 0,4 %      |            |            |
| HL Berlin         | 6.172          | 0,4 %      |            |            |
| ödp               | 4.965          | 0,3 %      |            |            |
| NATURGESETZ       | 4.309          | 0,3 %      |            |            |
| Bürgerbund Berlin | 1.944          | 0,1 %      |            |            |
| WiB               | 1.185          | 0,1 %      |            |            |
| UFB               | 82             | <0,1 %     |            |            |
| ÖkoLi             | 33             | <0,1 %     |            |            |
| Total             | Total          |            | 100,0 %    | 206        |